# Castillo de Gurre
Castillo de Gurre fue un antiguo castillo real danés, en ruinas, que se encuentra al norte de Zelanda a las afueras de Elsinor en el lago Gurre,  utilizado como residencia real de la década de 1360 hasta bien entrada la década de 1400.
Fue construido en el siglo XII, sobre el año 1100,  con un solo torreón central.  Fueron añadidas 4 torres en las esquinas y una muralla perimetral en la década de 1350, de las cuales solo se conservan tres metros de altura de la torre mayor de la edificación y los fundamentos, ocultos bajo la hierba. 